# بيوتر ميشالسكي
بيوتر ميشالسكي (بالبولندية: Piotr Michalski)‏ هو متزلج سريع بولندي، ولد في 27 يوليو 1994 في بولندا.

## وصلات خارجية
- بيوتر ميشالسكي على موقع SpeedSkatingBase.eu (الإنجليزية)
- بيوتر ميشالسكي على موقع SpeedSkatingNews.info (الإنجليزية)
- بيوتر ميشالسكي على موقع SpeedSkatingStats.com (الإنجليزية)
- بيوتر ميشالسكي على موقع أوليمبيديا (الإنجليزية)
- بيوتر ميشالسكي على موقع اللجنة الأولمبية البولندية (مؤرشف) (البولندية)